# Türkische Verwaltung Zyperns
Die Türkische Verwaltung Zyperns (türkisch Kıbrıs Türk Yönetimi), bis zum 21. April 1971 auch Vorläufige Türkische Verwaltung Zyperns (VTVZ) (türkisch Kıbrıs Geçici Türk Yönetimi), war eine türkische Verwaltung auf der Mittelmeerinsel Zypern, die bis zur Gründung der Autonomen Türkischen Administration auf Zypern existierte.
Die Verwaltung diente dazu, die türkischen Enklaven auf der Insel unter einer zentralen Führung zu vereinen.

## Geographie
Insgesamt existierten 39 Enklaven, die auf der ganzen Insel verstreut waren. Bekannte Enklaven waren der türkische Teil der Hauptstadt Nikosia, das heutige Nord-Nikosia, Teile um Kyrenia (Girne), Kokkina (Erenköy) und Galatia (Mehmetçik).
Die Enklaven waren in zehn Bezirke (sogenannte Sancak im Rückgriff auf osmanische Traditionen) unterteilt. Diese waren Lefkoşa, Serdarlı, Mağusa, Larnaka, Limasol, Baf, Yeşilırmak, Erenköy, Lefke und Boğaz. Jedes Sancak hatte einen Gouverneur (sogenannter sancaktar).

## Geschichte
Infolge der Auseinandersetzungen und Kämpfe zwischen Zyperntürken und Zyperngriechen flohen mehr als 25.000 Zyperntürken, etwa ein Viertel der Volksgruppe, aus ihren Siedlungsgebieten und zogen sich in 39 türkischen Enklaven zusammen. Diese Enklaven waren über die ganze Insel verteilt und machten 4 % des Staatsgebiets der Republik Zypern aus. Wichtige Enklaven waren der türkische Teil der Hauptstadt Nikosia (türkisch Lefkoşa), einige Gebiete um die Küstenstadt Kyrenia, wo laut dem Garantieabkommen von 1960 650 türkische Soldaten stationiert waren. Mitte 1964 lebten 60 % aller Zyperntürken in diesen Enklaven. Die türkisch-zyprische Führung plante bereits nach den Auseinandersetzungen von 1963 den Aufbau einer Administration. Am 7. Januar 1964 wurde eine Postverwaltung und zwei Tage später, am 9. Januar 1964, eine Polizeiverwaltung eingerichtet. Bereits am 29. Dezember 1963 war ein türkischer Radiosender mit dem Namen „Stimme der türkisch-zyprischen Kämpfer“ in Betrieb genommen worden. Die Führung der Zyperntürken bestand aus dem Vizepräsidenten der Republik Zypern und den türkischen Ministern der Republik Zypern. Verordnungen wurden lediglich im Rahmen der Gesetze der Republik Zypern erlassen und Entscheidungen wurden nur im Rahmen dieser Gesetze getroffen. Es wurden parallele politische, administrative, juristische, wirtschaftliche, soziale und militärische Einrichtungen aufgebaut. Die Türkei stellte jährlich ungefähr 25 Millionen $ zur Verfügung, damit Gehälter, Renten, Sozialausgaben und öffentliche Aufgaben finanziert werden konnten.
Am 28. Dezember 1967 wurde schließlich die Vorläufige Türkische Verwaltung Zyperns ausgerufen. Während der Proklamation war der Generalsekretär des Außenministeriums der Türkei anwesend. Zum Präsidenten wurde Fazıl Küçük ernannt, sein Vertreter wurde Rauf Denktaş. Die Verwaltung hatte ein Grundgesetz, das 19 Paragraphen umfasste. Der erste Paragraph lautete: „Alle Türken, die in den türkischen Gebieten leben, sind der Vorläufigen Türkischen Verwaltung Zyperns zugeordnet, bis alle Vorschriften der Verfassung der Republik Zypern vom 16. August 1960 wieder angewandt werden.“ Damit wurde die Staatlichkeit der Republik Zypern – zumindest faktisch – seitens der Zyperntürken beendet.
Ein Parlament aus 30 Abgeordneten wurde gegründet. Die Rechtsprechung wurde den unabhängigen türkischen Gerichten (sowie einem Verfassungsgericht) und die Regierung dem Verwaltungsrat zugewiesen. Diese war für alle Aufgaben des Staates sowie für die Verteidigung und für auswärtige Angelegenheiten verantwortlich.
Am 21. April 1971 wurde das Attribut „vorläufig“ aus dem Namen entfernt und sie hieß nur noch Türkische Verwaltung Zyperns. Am 18. Februar 1973 wurde Rauf Denktaş zum Präsidenten der Verwaltung ernannt.
Am 15. Juli 1974 kam es zu einem Militärputsch gegen den Präsidenten der Republik Zypern. Daraufhin intervenierten türkische Streitkräfte ab dem 20. Juli 1974 und besetzten in der ersten Phase der Operation Atilla 3 % des Staatsgebiets der Republik Zypern. Nach den gescheiterten Friedensgesprächen in Genf begannen die türkischen Streitkräfte am 13. August 1974 weiter vorzurücken. Am 14. August trafen sie im türkischen Teil Nikosias ein und besetzten diesen. Am 15. August trafen die Truppen in Lefke und Famagusta ein und beendeten ihren Vormarsch. Damit war die sogenannte Atilla-Linie erreicht.
Am 22. August 1974, nachdem ein Waffenstillstandsabkommen zwischen Zyperntürken und Zyperngriechen beschlossen war, wurde die Türkische Verwaltung Zypern aufgelöst und die Autonome Türkische Administration auf Zypern gegründet.

## Politik

### Status
Die Türkische Verwaltung Zyperns verstand sich nicht als souveränen Staat, infolgedessen war die Frage nach der internationalen Anerkennung nicht akut. Die Regierung der Republik Zypern erklärte, dass die Errichtung der Türkischen Verwaltung Zyperns offensichtlich rechtswidrig sei, und informierte diplomatische Vertreter anderer Staaten auf Zypern, dass jeder Kontakt mit dem Präsidenten der Türkischen Verwaltung Zyperns unvereinbar sei. Nur der Präsident der Republik Zypern sei der rechtmäßige Präsident der gesamten Insel.
Sowohl die zyperntürkische Führung als auch die Türkei erklärten, dass die Türkische Verwaltung Zyperns lediglich eine Reorganisation bereits existenter türkischer Verwaltungsstrukturen sei und im Rahmen der Verfassung der Republik Zypern handle. Es sei nicht beabsichtigt, die Insel zu teilen oder einen türkischen Staat auf der Insel zu schaffen.

### Innenpolitik
Die Türkische Verwaltung Zypern hatte ein eigenes Parlament, welches später nach der Gründung der Autonomen Türkischen Administration auf Zypern in „Gesetzgebende Versammlung der Autonomen Türkischen Verwaltung auf Zypern“ umbenannt wurde. Dieses bestand aus 30 Abgeordneten, die der türkischen Volksgruppe angehören mussten.

### Außenpolitik
Im April 1972 wurde eine diplomatische Vertretung in Ankara, der Hauptstadt der Türkei, eröffnet. Auch wenn man zu diesem Zeitpunkt nicht von zwei Staaten auf der Insel sprechen konnte, existierten faktisch zwei verschiedene Staatsgebilde auf der Insel.

## Militär
Die Türkische Verwaltung Zypern hatte eine eigene Armee, die von türkischen Offizieren befehligt wurden. Es bestand allgemeine Wehrpflicht für türkische Männer, ohne Rücksicht auf ihren Wohnort.